# Tetrastichus brunitibialis
Tetrastichus brunitibialis är en stekelart som beskrevs av Kostjukov 1995. Tetrastichus brunitibialis ingår i släktet Tetrastichus och familjen finglanssteklar. Inga underarter finns listade i Catalogue of Life.